# Antoni Pecha
Antoni Pecha (ur. 12 września 1897 w Andrychowie, zm. 5 lutego 1969 w Krakowie) – podpułkownik saperów Wojska Polskiego.

## Życiorys
Urodził się 12 września 1897 roku w Andrychowie. Ukończył 7 klas szkoły realnej w Żywcu, gdzie w 1914 roku zdał maturę. Studiował w Wyższej Szkole Technicznej w Wiedniu i Szkołę Politechniczną we Lwowie do 1916 roku. W 1917 roku ukończył Oficerską Szkołę Pionierów w Klosterneuburgu. Na stopień chorążego został mianowany ze starszeństwem z 1 października 1917 roku w korpusie oficerów rezerwy piechoty. Jego oddziałem macierzystym był batalion saperów nr 1. Dowodził plutonem na froncie rumuńskim, a następnie włoskim i francuskim.
W grudniu 1918 roku został przyjęty do Wojska Polskiego, w którym zajmował kolejno stanowiska: adiutanta Batalionu Strzelców Żywieckich (1919), dowódcy plutonu i kompanii saperów w 6 batalionie saperów w walkach z bolszewikami (1920–1921), dowódcy kompanii w 5 pułku saperów w Krakowie (do 1925 roku), referenta w Szefostwie Saperów i Inżynierów Dowództwa Okręgu Korpusu Nr V w Krakowie (1926–1927), dowódcy kompanii w 5 pułku saperów (1928–1930). W grudniu 1929 roku został wyznaczony na stanowisko dowódcy kompanii szkolnej w 4 batalionie saperów w Przemyślu. W październiku 1931 roku został przeniesiony do Szkoły Podchorążych Piechoty w Ostrowi Mazowieckiej-Komorowie na stanowisko wykładowcy. W latach 1935–1936 był słuchaczem w Wyższej Szkole Wojennej. W 1937 został kwatermistrzem w 5 batalionie saperów, a następnie do 1939 roku – I zastępca dowódcy 5 batalionu saperów w Krakowie. W sierpniu 1939 objął dowództwo baonu saperów typ I nr 65. Na czele tego oddziału walczył w kampanii wrześniowej.
W 1945 roku został przyjęty do ludowego Wojska Polskiego i rozpoczął służbę w Departamencie Inżynierii i Saperów. W latach 1946–1951 pracował w Wydziale Inżynieryjno-Saperskim Dowództwa Okręgu Wojskowego Nr V w Krakowie. Brał udział w organizacji rozminowania południowo-wschodniej Polski. W 1950 roku przełożeni wystawili mu złą opinię służbową. W wyniku takiej opinii w 1952 roku został zwolniony z wojska.

## Awanse
- porucznik – 28 lutego 1921 zatwierdzony z dniem 1 kwietnia 1920[7]
- kapitan – 31 marca 1924 ze starszeństwem z dniem 1 lipca 1923 i 45. lokatą w korpusie oficerów inżynierii i saperów[8]
- major – 27 czerwca 1935 ze starszeństwem z dniem 1 stycznia 1935 i 6. lokatą w korpusie oficerów inżynierii i saperów[9]

## Ordery i odznaczenia
- Krzyż Kawalerski Orderu Odrodzenia Polski (16 kwietnia 1947)[10]
- Krzyż Walecznych[11]
- Złoty Krzyż Zasługi (25 maja 1939)[12]
- Srebrny Krzyż Zasługi (19 marca 1931)[13]
- Medal Pamiątkowy za Wojnę 1918–1921
- Medal Dziesięciolecia Odzyskanej Niepodległości
- Brązowy Medal Waleczności (Austro-Węgry)[14]